# Saint-Sauveur-la-Sagne
Saint-Sauveur-la-Sagne – miejscowość i gmina we Francji, w regionie Owernia-Rodan-Alpy, w departamencie Puy-de-Dôme. Nazwa miejscowości pochodzi od imienia św. Salwatora.
Według danych na rok 1990 gminę zamieszkiwało 111 osób, a gęstość zaludnienia wynosiła 14 osób/km² (wśród 1310 gmin Owernii Saint-Sauveur-la-Sagne plasuje się na 733. miejscu pod względem liczby ludności, natomiast pod względem powierzchni na miejscu 895.).